# 供货商管理库存系统

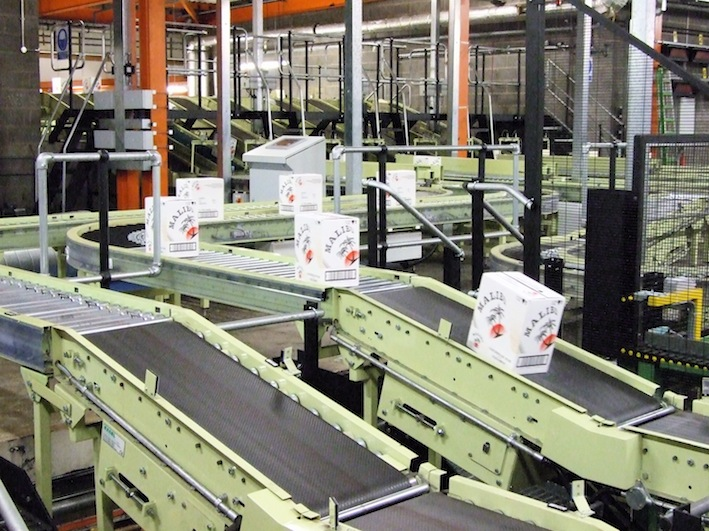
全自動化的庫存系統

供貨商管理庫存系統（Vendor-Managed Inventory，簡稱VMI）是為製造商或供貨商提供客戶服務策略的資訊系統。根據EDI、ERP系統透過網際網路提供的訊息，供貨商可以迅速瞭解銷售點的存貨，然後通過預先設定的程式計算得知需要補充的貨物種類和數量，以此把銷售點的存貨維持在適當的水平，最終達到降低物流中心庫存成本和提高客戶服務品質的目的。